# Darmstadt-Mitte
Die Darmstädter Stadtmitte liegt zentral innerhalb von Darmstadt. Der Stadtteil hat eine Fläche von 233 ha und etwa 20.000 Einwohner. Er wird in die Statistischen Bezirke Stadtzentrum, Rheintor/Grafenstraße, Hochschulviertel, Kapellplatzviertel und St. Ludwig mit Eichbergviertel eingeteilt.

## Infrastruktur und Sehenswürdigkeiten
In der Stadtmitte befinden sich unter anderem der  Luisenplatz mit dem Ludwigsmonument, das Residenzschloss, die St.-Ludwig-Kirche, das Klinikum Darmstadt, das Regierungspräsidium Darmstadt, der Innenstadtcampus der Technischen Universität Darmstadt, das hessische Landesmuseum und das Darmstadtium, ein Kongresszentrum, welches nach dem Element Darmstadtium benannt wurde.